# Karyizawa Yonex Open 2011
Il Karyizawa Yonex Open 2011 è stato un torneo di tennis facente parte della categoria ITF Women's Circuit nell'ambito dell'ITF Women's Circuit 2011. Il torneo si è giocato a Karuizawa in Giappone dal 16 al 22 maggio 2011 su campi in sintetico e aveva un montepremi di $25,000.

## Vincitori

### Singolare
Misa Eguchi ha battuto in finale  Rika Fujiwara con il punteggio di 6–3, 6–3

### Doppio
Shūko Aoyama /  Rika Fujiwara hanno battuto in finale  Natsumi Hamamura /  Ayumi Oka con il punteggio di 6–4, 6–4